# Corry Tendeloobrug
De Corry Tendeloobrug (brug 713) is een vaste brug in Amsterdam Nieuw-West.
De brug is gelegen in de Johan Huizingalaan en overspant een gracht die aan de noordzijde parallel loopt aan de Aletta Jacobslaan en Louwesweg. De Aletta Jacobslaan gaat op de kruising met de Johan Huizingalaan over in de Louwesweg. De brug werd aangelegd in een periode dat de terreinen ten zuiden van de Slotervaart in ontwikkeling werden gebracht. Daarbij is de brug als het ware “op het droge” aangelegd; het was toen in 1959 nog een grote zandvlakte met provisorische wegen. Pas veel later, in het midden van de jaren zeventig, werd het Slotervaartziekenhuis gebouwd; later het MC Slotervaart.
De bruggen werden in die tijd ontworpen door de Dienst der Publieke Werken, waar Dick Slebos en Dirk Sterenberg werkzaam waren als esthetisch architect. Deze werd ontworpen door Slebos. Slebos keek hier naar andere bruggen in de stad en paste daar een moderne betonnen variant op toe. De Corry Tendeloobrug heeft voor wat betreft haar uiterlijk iets weg van de Waalseilandbrug van Jo van der Mey. Een robuuste balustrade overspant driehoekige doorgangen (hier maar een). De Corry Tendeloobrug houdt daarbij in tegenstelling tot de Waalseilandbrug het midden tussen een brug en duikerbrug. In de balustrades is aan de waterkant reliëf aangebracht. Die balustrades gaan aan de zuidkant over in de walkant van de te kruizen gracht; aan de noordkant houden zij abrupt op.
De brug ging vanaf haar oplevering naamloos door het leven als brug 713. De gemeente vroeg in 2016 aan de Amsterdamse bevolking om mogelijke namen voor dergelijke bruggen. Echter voor deze brug werd al daaraan voorafgaand een verzoek tot vernoeming ingediend. Het voorstel uit 2015 deze brug te vernoemen naar politica en strijdster voor vrouwenrechten Corry Tendeloo werd in juli 2016 goedgekeurd en de naam werd opgenomen in de Basisregistraties Adressen en Gebouwen.
<<< · 700 · 701 · 702 · 703 · 704 · 705 · 706 · 707 · 708 · 709 · 710 · 711 · 712 · 713 · 714 · 715 · 716 · 717 · 718 · 719 · 720 · 721 · 722 · 725 · 726 · 729 · 730-738 · 739 · 740 · 741 · 742 · 743 · 744 · 745 · 746 · 747 · 748 · 749 · 751 · 752 · 753 · 754 · 755 · 756 · 757 · 758 · 759 · 760 · 761 · 762 · 763 · 764 · 765 · 766 · 767 · 768 · 769 · 770 · 771 · 772 · 773 · 775 · 776 · 777 · 778 · 779 · 780 · 781 · 782 · 783 · 784 · 786 · 787 · 788 · 789 · 790 · 791 · 792 · 793 · 794 · 795 · 797 · >>>
Brugnummers  723, 724, 727, 728, 750, 774, 785, 796 (niet gerealiseerde brug over de Slotervaart), 798 en 799 zijn niet vergeven.